# Litsea alleniana
Litsea alleniana är en lagerväxtart som beskrevs av A. C. Smith. Litsea alleniana ingår i släktet Litsea och familjen lagerväxter. Inga underarter finns listade i Catalogue of Life.